# Kazak labdarúgó-válogatott
A kazak labdarúgó-válogatott Kazahsztán nemzeti csapata, amelyet a kazak labdarúgó-szövetség (Kazakul: Қазақстанның Футбол Федерациясы, magyar átírásban: Kazaksztanniny Futbol Federacijaszi) irányít. 
A Szovjetunió széthullását követően, 1992. június 1-jén játszotta első mérkőzését Türkmenisztán ellen. A szövetség eredetileg az Ázsiai Labdarúgó-szövetség tagja volt, de 2002-ben átiratkozott az Európai Labdarúgó-szövetségbe.

## A válogatott története

### Az AFC tagjaként
Kazahsztán hosszú időn keresztül a Szovjetunió tagállama volt. A függetlenné válás utáni első hivatalos mérkőzésüket 1992. június 1-jén játszották Türkmenisztán ellen. Az 1994-es vb selejtezőiben még nem vettek részt, majd négy évvel később az 1998-as világbajnokság selejtezőiben indultak először. A selejtezők első körében Pakisztánnal és Irakkal kerültek egy csoportba. Első vb-selejtezőjüket 1997. május 11-én játszották Pakisztán ellen és 3–0-ra győztek. Ezt követően Irakot idegenben 2–1-re, Pakisztánt 7–0-ra verték. Odahaza Irak ellen 3–1-s győzelmet arattak. Hibátlan teljesítmény után bejutottak a rájátszásba. Itt azonban mindössze csak egy győzelmet szereztek az Egyesült arab Emírségek 3–0-s legyőzésével. Üzbegisztán, Japán és Dél-Korea ellen hazai pályán egyaránt 1–1-s döntetlent játszottak. Az idegenbeli selejtezőkön rendre vereséget szenvedtek és a csoport utolsó helyén végeztek 6 ponttal. Az 1996-os és a 2000-es Ázsia-kupára nem sikerült kijutniuk. A 2002-es világbajnokság selejtezőiben rosszabb gólkülönbség miatt nem jutottak tovább a második körbe.

### Az UEFA tagjaként
2002-ben az ázsiai szövetségből átjelentkeztek az európaiba. A 2006-os világbajnokság selejtezőinek 2. csoportjában mindössze egy pontot szerezve az utolsó helyen végeztek. 
A 2008-as Európa-bajnokság selejtezőiben több kiemelkedő eredményt is elértek. Ilyen volt a Belgium elleni hazai 2–2 és Szerbia 2–1-s legyőzése. A 2010-es világbajnokság selejtezőiben Andorrát oda-vissza legyőzték, a többi mérkőzésen vereséget szenvedtek. 
A 2012-es Európa-bajnokság selejtezőiben négy ponttal az utolsó helyen végeztek. Ausztria ellen 0–0-s döntetlent játszottak. A 2014-es világbajnokság selejtezőiben egy győzelemmel, két döntetlennel és hét vereséggel zártak Feröer előtt. Ausztriával ismét sikerült 0–0-s döntetlent játszaniuk.
A 2016-os Európa-bajnokság selejtezőiben öt ponttal az utolsó előtti helyen végeztek. Lettországot idegenben verték 1–0-ra.

## Nemzetközi eredmények

### Világbajnokság
| Világbajnokság | Világbajnokság            | Világbajnokság            | Világbajnokság            | Világbajnokság            | Világbajnokság            | Világbajnokság            | Világbajnokság            | Világbajnokság            | Világbajnokság            | Selejtezők                | Selejtezők                | Selejtezők                | Selejtezők                | Selejtezők                | Selejtezők                | Selejtezők                |
| Év             | Eredmény                  | H.                        | M                         | Gy                        | D                         | V                         | G+                        | G–                        | Keret                     | H.                        | M                         | Gy                        | D                         | V                         | G+                        | G–                        |
| -------------- | ------------------------- | ------------------------- | ------------------------- | ------------------------- | ------------------------- | ------------------------- | ------------------------- | ------------------------- | ------------------------- | ------------------------- | ------------------------- | ------------------------- | ------------------------- | ------------------------- | ------------------------- | ------------------------- |
| 1930–1990      | A Szovjetunió része volt. | A Szovjetunió része volt. | A Szovjetunió része volt. | A Szovjetunió része volt. | A Szovjetunió része volt. | A Szovjetunió része volt. | A Szovjetunió része volt. | A Szovjetunió része volt. | A Szovjetunió része volt. | A Szovjetunió része volt. | A Szovjetunió része volt. | A Szovjetunió része volt. | A Szovjetunió része volt. | A Szovjetunió része volt. | A Szovjetunió része volt. | A Szovjetunió része volt. |
| 1994           | nem indult                | nem indult                | nem indult                | nem indult                | nem indult                | nem indult                | nem indult                | nem indult                | nem indult                | nem indult                | nem indult                | nem indult                | nem indult                | nem indult                | nem indult                | nem indult                |
| 1998           | nem jutott ki             | nem jutott ki             | nem jutott ki             | nem jutott ki             | nem jutott ki             | nem jutott ki             | nem jutott ki             | nem jutott ki             | nem jutott ki             | 2. forduló, 5.            | 12                        | 5                         | 3                         | 4                         | 22                        | 21                        |
| 2002           | nem jutott ki             | nem jutott ki             | nem jutott ki             | nem jutott ki             | nem jutott ki             | nem jutott ki             | nem jutott ki             | nem jutott ki             | nem jutott ki             | 1. forduló, 2.            | 6                         | 4                         | 2                         | 0                         | 20                        | 2                         |
| 2006           | nem jutott ki             | nem jutott ki             | nem jutott ki             | nem jutott ki             | nem jutott ki             | nem jutott ki             | nem jutott ki             | nem jutott ki             | nem jutott ki             | 7.                        | 12                        | 0                         | 1                         | 11                        | 6                         | 29                        |
| 2010           | nem jutott ki             | nem jutott ki             | nem jutott ki             | nem jutott ki             | nem jutott ki             | nem jutott ki             | nem jutott ki             | nem jutott ki             | nem jutott ki             | 5.                        | 10                        | 2                         | 0                         | 8                         | 11                        | 29                        |
| 2014           | nem jutott ki             | nem jutott ki             | nem jutott ki             | nem jutott ki             | nem jutott ki             | nem jutott ki             | nem jutott ki             | nem jutott ki             | nem jutott ki             | 5.                        | 10                        | 1                         | 2                         | 7                         | 6                         | 21                        |
| 2018           | nem jutott ki             | nem jutott ki             | nem jutott ki             | nem jutott ki             | nem jutott ki             | nem jutott ki             | nem jutott ki             | nem jutott ki             | nem jutott ki             | 6.                        | 10                        | 0                         | 3                         | 7                         | 6                         | 26                        |
| 2022           | nem jutott ki             | nem jutott ki             | nem jutott ki             | nem jutott ki             | nem jutott ki             | nem jutott ki             | nem jutott ki             | nem jutott ki             | nem jutott ki             | 5.                        | 8                         | 0                         | 3                         | 5                         | 5                         | 20                        |
| 2026           | később                    | később                    | később                    | később                    | később                    | később                    | később                    | később                    | később                    | később                    | később                    | később                    | később                    | később                    | később                    | később                    |
| Összesen       |                           | 0/22                      | –                         | –                         | –                         | –                         | –                         | –                         | –                         | Összesen                  | 68                        | 12                        | 14                        | 42                        | 76                        | 148                       |

### Európa-bajnokság
| Európa-bajnokság | Európa-bajnokság          | Európa-bajnokság          | Európa-bajnokság          | Európa-bajnokság          | Európa-bajnokság          | Európa-bajnokság          | Európa-bajnokság          | Európa-bajnokság          | Európa-bajnokság          | Selejtezők                | Selejtezők                | Selejtezők                | Selejtezők                | Selejtezők                | Selejtezők                | Selejtezők                |
| Év               | Eredmény                  | H.                        | M                         | Gy                        | D                         | V                         | G+                        | G–                        | Keret                     | H.                        | M                         | Gy                        | D                         | V                         | G+                        | G–                        |
| ---------------- | ------------------------- | ------------------------- | ------------------------- | ------------------------- | ------------------------- | ------------------------- | ------------------------- | ------------------------- | ------------------------- | ------------------------- | ------------------------- | ------------------------- | ------------------------- | ------------------------- | ------------------------- | ------------------------- |
| 1960–1992        | A Szovjetunió része volt. | A Szovjetunió része volt. | A Szovjetunió része volt. | A Szovjetunió része volt. | A Szovjetunió része volt. | A Szovjetunió része volt. | A Szovjetunió része volt. | A Szovjetunió része volt. | A Szovjetunió része volt. | A Szovjetunió része volt. | A Szovjetunió része volt. | A Szovjetunió része volt. | A Szovjetunió része volt. | A Szovjetunió része volt. | A Szovjetunió része volt. | A Szovjetunió része volt. |
| 1996–2004        | nem volt UEFA-tag         | nem volt UEFA-tag         | nem volt UEFA-tag         | nem volt UEFA-tag         | nem volt UEFA-tag         | nem volt UEFA-tag         | nem volt UEFA-tag         | nem volt UEFA-tag         | nem volt UEFA-tag         | nem volt UEFA-tag         | nem volt UEFA-tag         | nem volt UEFA-tag         | nem volt UEFA-tag         | nem volt UEFA-tag         | nem volt UEFA-tag         | nem volt UEFA-tag         |
| 2008             | nem jutott ki             | nem jutott ki             | nem jutott ki             | nem jutott ki             | nem jutott ki             | nem jutott ki             | nem jutott ki             | nem jutott ki             | nem jutott ki             | 6.                        | 14                        | 2                         | 4                         | 8                         | 11                        | 21                        |
| 2012             | nem jutott ki             | nem jutott ki             | nem jutott ki             | nem jutott ki             | nem jutott ki             | nem jutott ki             | nem jutott ki             | nem jutott ki             | nem jutott ki             | 6.                        | 10                        | 1                         | 1                         | 8                         | 6                         | 24                        |
| 2016             | nem jutott ki             | nem jutott ki             | nem jutott ki             | nem jutott ki             | nem jutott ki             | nem jutott ki             | nem jutott ki             | nem jutott ki             | nem jutott ki             | 5.                        | 10                        | 1                         | 2                         | 7                         | 7                         | 18                        |
| 2020             | nem jutott ki             | nem jutott ki             | nem jutott ki             | nem jutott ki             | nem jutott ki             | nem jutott ki             | nem jutott ki             | nem jutott ki             | nem jutott ki             | 5.                        | 10                        | 3                         | 1                         | 6                         | 13                        | 17                        |
| 2024             | nem jutott ki             | nem jutott ki             | nem jutott ki             | nem jutott ki             | nem jutott ki             | nem jutott ki             | nem jutott ki             | nem jutott ki             | nem jutott ki             | 4. (pótselejtező)         | 11                        | 6                         | 0                         | 5                         | 16                        | 17                        |
| Összesen         |                           | 0/5                       | –                         | –                         | –                         | –                         | –                         | –                         | –                         | Összesen                  | 54                        | 13                        | 8                         | 34                        | 53                        | 97                        |

### UEFA Nemzetek Ligája
| Csoportkör / Negyeddöntő / Osztályozó | Csoportkör / Negyeddöntő / Osztályozó | Csoportkör / Negyeddöntő / Osztályozó | Csoportkör / Negyeddöntő / Osztályozó | Csoportkör / Negyeddöntő / Osztályozó | Csoportkör / Negyeddöntő / Osztályozó | Csoportkör / Negyeddöntő / Osztályozó | Csoportkör / Negyeddöntő / Osztályozó | Csoportkör / Negyeddöntő / Osztályozó | Csoportkör / Negyeddöntő / Osztályozó | Csoportkör / Negyeddöntő / Osztályozó | Csoportkör / Negyeddöntő / Osztályozó | Egyenes kieséses szakasz | Egyenes kieséses szakasz | Egyenes kieséses szakasz | Egyenes kieséses szakasz | Egyenes kieséses szakasz | Egyenes kieséses szakasz | Egyenes kieséses szakasz | Egyenes kieséses szakasz | Egyenes kieséses szakasz |
| Szezon                                | Liga                                  | Csoport                               | H                                     | M                                     | Gy                                    | D                                     | V                                     | G+                                    | G–                                    | Feljutás/kiesés                       | Helyezés                              | Év                       | Eredmény                 | M                        | Gy                       | D                        | V                        | G+                       | G–                       | Keret                    |
| ------------------------------------- | ------------------------------------- | ------------------------------------- | ------------------------------------- | ------------------------------------- | ------------------------------------- | ------------------------------------- | ------------------------------------- | ------------------------------------- | ------------------------------------- | ------------------------------------- | ------------------------------------- | ------------------------ | ------------------------ | ------------------------ | ------------------------ | ------------------------ | ------------------------ | ------------------------ | ------------------------ | ------------------------ |
| 2018–19                               | D                                     | 1.                                    | 2.                                    | 6                                     | 1                                     | 3                                     | 2                                     | 8                                     | 7                                     | (formátumváltozás)                    | 47.                                   | 2019                     | nem jutott be            | nem jutott be            | nem jutott be            | nem jutott be            | nem jutott be            | nem jutott be            | nem jutott be            | nem jutott be            |
| 2020–21                               | C                                     | 4.                                    | 4.                                    | 8                                     | 2                                     | 1                                     | 5                                     | 7                                     | 11                                    | Állandó                               | 45.                                   | 2021                     | nem jutott be            | nem jutott be            | nem jutott be            | nem jutott be            | nem jutott be            | nem jutott be            | nem jutott be            | nem jutott be            |
| 2022–23                               | C                                     | 3.                                    | 1.                                    | 6                                     | 4                                     | 1                                     | 1                                     | 8                                     | 6                                     | Növekedés                             | 36.                                   | 2023                     | nem jutott be            | nem jutott be            | nem jutott be            | nem jutott be            | nem jutott be            | nem jutott be            | nem jutott be            | nem jutott be            |
| 2024–25                               | B                                     | 3.                                    | 4.                                    | 6                                     | 0                                     | 1                                     | 5                                     | 0                                     | 15                                    | Csökkenés                             | 36.                                   | 2025                     | nem jutott be            | nem jutott be            | nem jutott be            | nem jutott be            | nem jutott be            | nem jutott be            | nem jutott be            | nem jutott be            |
| 2026–27                               | C                                     |                                       |                                       |                                       |                                       |                                       |                                       |                                       |                                       |                                       |                                       | 2027                     | nem jutott be            | nem jutott be            | nem jutott be            | nem jutott be            | nem jutott be            | nem jutott be            | nem jutott be            | nem jutott be            |
| Összesen                              | Összesen                              | Összesen                              | Összesen                              | 26                                    | 7                                     | 6                                     | 13                                    | 23                                    | 39                                    |                                       |                                       |                          | 0/5                      | –                        | –                        | –                        | –                        | –                        | –                        |                          |

### Ázsia-kupa-szereplés
| Év        | Eredmény                      | Hely                          | M                             | Gy                            | D                             | V                             | Rg                            | Kg                            |
| --------- | ----------------------------- | ----------------------------- | ----------------------------- | ----------------------------- | ----------------------------- | ----------------------------- | ----------------------------- | ----------------------------- |
| 1956–1992 | Szovjetunió része volt.       | Szovjetunió része volt.       | Szovjetunió része volt.       | Szovjetunió része volt.       | Szovjetunió része volt.       | Szovjetunió része volt.       | Szovjetunió része volt.       | Szovjetunió része volt.       |
| 1996      | Nem jutott be                 | Nem jutott be                 | Nem jutott be                 | Nem jutott be                 | Nem jutott be                 | Nem jutott be                 | Nem jutott be                 | Nem jutott be                 |
| 2000      | Nem jutott be                 | Nem jutott be                 | Nem jutott be                 | Nem jutott be                 | Nem jutott be                 | Nem jutott be                 | Nem jutott be                 | Nem jutott be                 |
| 2004      | Már nem volt tagja az AFC-nek | Már nem volt tagja az AFC-nek | Már nem volt tagja az AFC-nek | Már nem volt tagja az AFC-nek | Már nem volt tagja az AFC-nek | Már nem volt tagja az AFC-nek | Már nem volt tagja az AFC-nek | Már nem volt tagja az AFC-nek |
| Összesen  |                               | 0/5                           |                               |                               |                               |                               |                               |                               |

## Mezek a válogatott története során
A kazak labdarúgó-válogatott hagyományos szerelése: kék mez, kék nadrág és kék sportszár. A váltómez leggyakrabban sárga mezből, sárga nadrágból és sárga sportszárból áll.
Hazai
| 2004–2005 | 2005–2007 | 2008 (Oroszország ellen) | 2008 | 2008 (Ukrajna ellen) | 2008 (Anglia ellen) |  |

| 2009–2011 | 2012 | 2014 | 2015 | 2016 (Kína ellen) | 2016 |

Idegenbeli
| 2004–2005 | 2005–2007 | 2008 (Andorra ellen) | 2008 (Horvátország ellen), · 2009–2011 | 2009 (Fehéroroszország ellen) | 2012 | 2014 | 2015 | 2016 |  |

## Szövetségi kapitányok
| Szövetségi kapitány     | Év        | Mérkőzések száma | Megnyert | Döntetlen | Elveszített | Megnyert % |
| ----------------------- | --------- | ---------------- | -------- | --------- | ----------- | ---------- |
| Bahtiar Bajszejtov      | 1992      | 7                | 4        | 3         | 0           | 57,14%     |
| Baurzsan Bajmukhammedov | 1994      | 4                | 1        | 2         | 1           | 25%        |
| Szerik Berdalin         | 1995–1997 | 20               | 6        | 4         | 10          | 30%        |
| Szergej Gorohovadackij  | 1998      | 5                | 2        | 1         | 2           | 40%        |
| Voit Talgajev           | 2000      | 9                | 5        | 0         | 4           | 55,56%     |
| Vlagyimir Fomicsev      | 2000      | 1                | 0        | 0         | 1           | 0%         |
| Vakhid Maszudov         | 2001–2002 | 9                | 4        | 4         | 1           | 44,44%     |
| Leonyid Pahomov         | 2003–2004 | 9                | 0        | 2         | 7           | 0%         |
| Szergej Tyimofejev      | 2004–2005 | 13               | 0        | 1         | 12          | 0%         |
| Arno Pijpers            | 2006–2008 | 36               | 7        | 11        | 18          | 19,44%     |
| Bernd Storck            | 2008–2010 | 9                | 2        | 0         | 9           | 22,00%     |
| Miroslav Beránek        | 2010-2013 | 24               | 5        | 6         | 13          | 20,83%     |
| Jurij Krasznozsan       | 2014-     |                  |          |           |             | %          |

## Korábbi híres játékosok
- Szergej Kvocskin
- Oleg Voszkobojnyikov
- Viktor Zubarev

## Lásd még
- Kazak U21-es labdarúgó-válogatott
- Kazak női labdarúgó-válogatott